# 이형석의 돈을 법시다
《이형석의 돈을 법시다》는 ITV 경인방송에서 시사교양 프로그램이다.